# 조각칼자리
조각칼자리(Caelum [ˈsiːləm])는 남쪽 하늘의 작고 어두운 별자리로, 라카유에 의해 도입되었다. 조각도자리, 조각구자리라고도 한다. 초기에는 'Cæla Sculptoris(조각가의 칼)'로 불렸다. 에리다누스자리 동남쪽에서 찾아볼 수 있다.

## 별과 천체
조각칼자리에는 4등급보다 밝은 별이 없으며, 작은 망원경으로 관측할 만한 흥미있는 천체는 거의 없다.
- 조각칼자리 α (α Caeli): 4.45 등급으로, 태양으로부터 약 65.7 광년 떨어져 있다.
- 조각칼자리 γ: 이중성으로, 소구경의 망원경으로 4.5 등급의 적색 거성과 7.34 등급의 백색 거성을 구별할 수 있다.

여러 NGC 천체들은 11.5등급보다 밝지 않고 크기도 3″를 초과하지 않아 관측을 위해서는 구경이 큰 천체망원경이 필요하다.
조각칼자리에는 1개의 준성 전파원(퀘이사;Quasar)가 있다. HE0450-2958은 적색 편이가 매우 크다.

## 신화와 역사

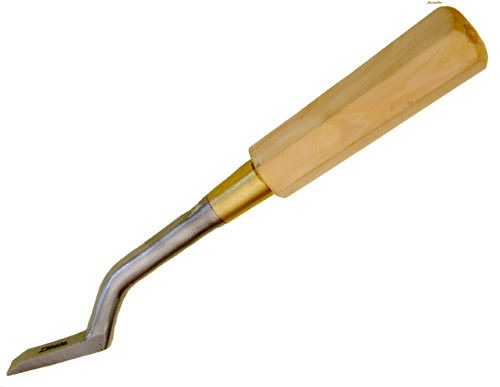
조각용 칼

17세기에 도입되어서, 관련된 신화는 없다.

## 같이 보기
- 조각가자리
- 화가자리